# Médio Capibaribe
Médio Capibaribe is een van de 19 microregio's van de Braziliaanse deelstaat Pernambuco. Zij ligt in de mesoregio Agreste Pernambucano en grenst aan de microregio's Alto Capibaribe, Vale do Ipojuca, Vitória de Santo Antão, Mata Setentrional Pernambucana en Umbuzeiro (PB).  In 2009 werd het inwoneraantal geschat op 250.012.
Tien gemeenten behoren tot deze microregio:
- Bom Jardim
- Cumaru
- Feira Nova
- João Alfredo
- Limoeiro
- Machados
- Orobó
- Passira
- Salgadinho
- São Vicente Ferrer

Mesoregio's: Agreste Pernambucano · Mata Pernambucana · Metropolitana do Recife · São Francisco Pernambucano · Sertão Pernambucano

Microregio's: Alto Capibaribe · Araripina · Brejo Pernambucano · Fernando de Noronha · Garanhuns · Itamaracá · Itaparica · Mata Meridional Pernambucana · Mata Setentrional Pernambucana · Médio Capibaribe · Pajeú · Petrolina · Recife · Salgueiro · Sertão do Moxotó · Suape · Vale do Ipanema · Vale do Ipojuca · Vitória de Santo Antão